# Râul Bulz
Râul Bulz este unul din cele două brațe care formează Râul Crișul Pietros.

### Hărți
- Harta munții Bihor-Vlădeasa  Arhivat în 9 iunie 2008, la Wayback Machine.
- Harta munții Apuseni